# Maud (Schiff, 1917)
Die Maud war ein norwegisches Forschungsschiff, mit dem Roald Amundsen zwischen 1918 und 1925 zwei Forschungsreisen unternahm, wobei er die Nordostpassage durchfuhr. Benannt wurde sie nach der damaligen norwegischen Königin Maud. 1925 wurde sie von der Hudson’s Bay Company übernommen und in Baymaud umbenannt.

## Geschichte
Nach seiner erfolgreichen Antarktisexpedition plante Amundsen weitere Reisen in die Arktis. Die Maud wurde nach demselben Prinzip gebaut wie die Fram, d. h. mit runden Spanten, um dem Eisdruck widerstehen zu können. Amundsen wollte ein Schiff mit vergleichbarer Zuladung, jedoch mit weniger Tiefgang.
Mit dem Bau wurde die Werft von Carl Jensen in Asker beauftragt. Die Kiellegung erfolgte 1916 und der Stapellauf fand am 7. Juni 1917 statt. Amundsen taufte das Schiff nicht mit Sekt, sondern mit Eis.
Nach seiner Fertigstellung im Herbst 1917 wurde mit den Vorbereitungen zu der geplanten Exkursion begonnen; Amundsen und seine Besatzung brachen im Juli 1918 von Norwegen aus auf, um sich, ausgehend von der östlichen Arktis in der Nähe der Beringstraße, mit dem Packeis in Richtung Nordpol treiben zu lassen. Dieser Plan konnte jedoch nicht realisiert werden; nach drei Überwinterungen erreichte die Maud nach erfolgter Durchquerung der Nordostpassage im August 1921 Seattle.
Ein zweiter Versuch in den Jahren 1922 bis 1925 (unter der Leitung von Oscar Wisting) war ebenso erfolglos und die Maud erreichte im August 1925 Nome in Alaska.
Aufgrund der angespannten finanziellen Lage Amundsens wurde die Maud als Sicherheit genommen und an die Hudson’s Bay Company verkauft. Unter dem Namen Baymaud wurde sie anschließend als Versorgungsschiff für die Außenposten des Handelsunternehmens in der kanadischen Arktis eingesetzt.

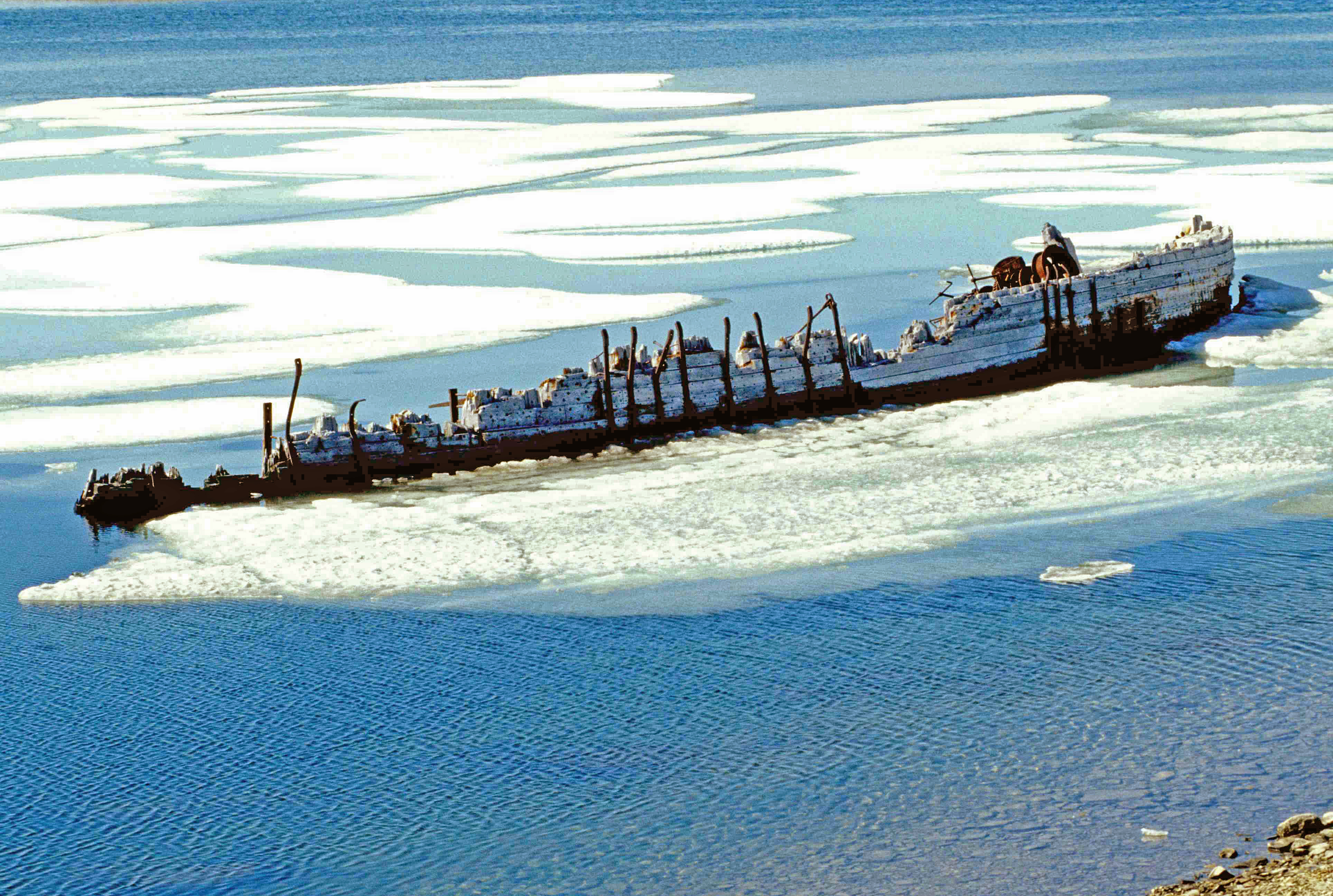
Das Wrack der Maud in Cambridge Bay, (Victoria Island), Kanada

### Havarie und Bergung
1926 geriet das Schiff in der Cambridge Bay in Packeis und sank 1930 in flachem Wasser, so dass Teile des Rumpfes und die Takelage noch oberhalb der Wasserlinie lagen. Später wurde ein Teil des Hecks gesprengt, um den an Bord verbliebenen Kraftstoff zu bergen.
Die Gemeinde Asker erwarb 1990 die Überreste zu einem symbolischen Preis von einem Dollar. Aufgrund der hohen zu erwartenden Bergungskosten unterblieb jedoch eine Bergung und die erteilte Genehmigung erlosch. Ab 2011 wurde erneut versucht, die Maud zu bergen und nach Norwegen zu bringen. Nach anfänglichen Bedenken wurde 2012 die notwendige Genehmigung erteilt. 2014 erreichte ein Schlepper mit einer Bergungsschute Cambridge Bay. Mit der eigentlichen Bergung sollte 2015 nach dem Ende des Eisgangs begonnen werden, allerdings war bereits im September die erneute Vereisung so stark, dass der Bergungsversuch abgebrochen wurde.

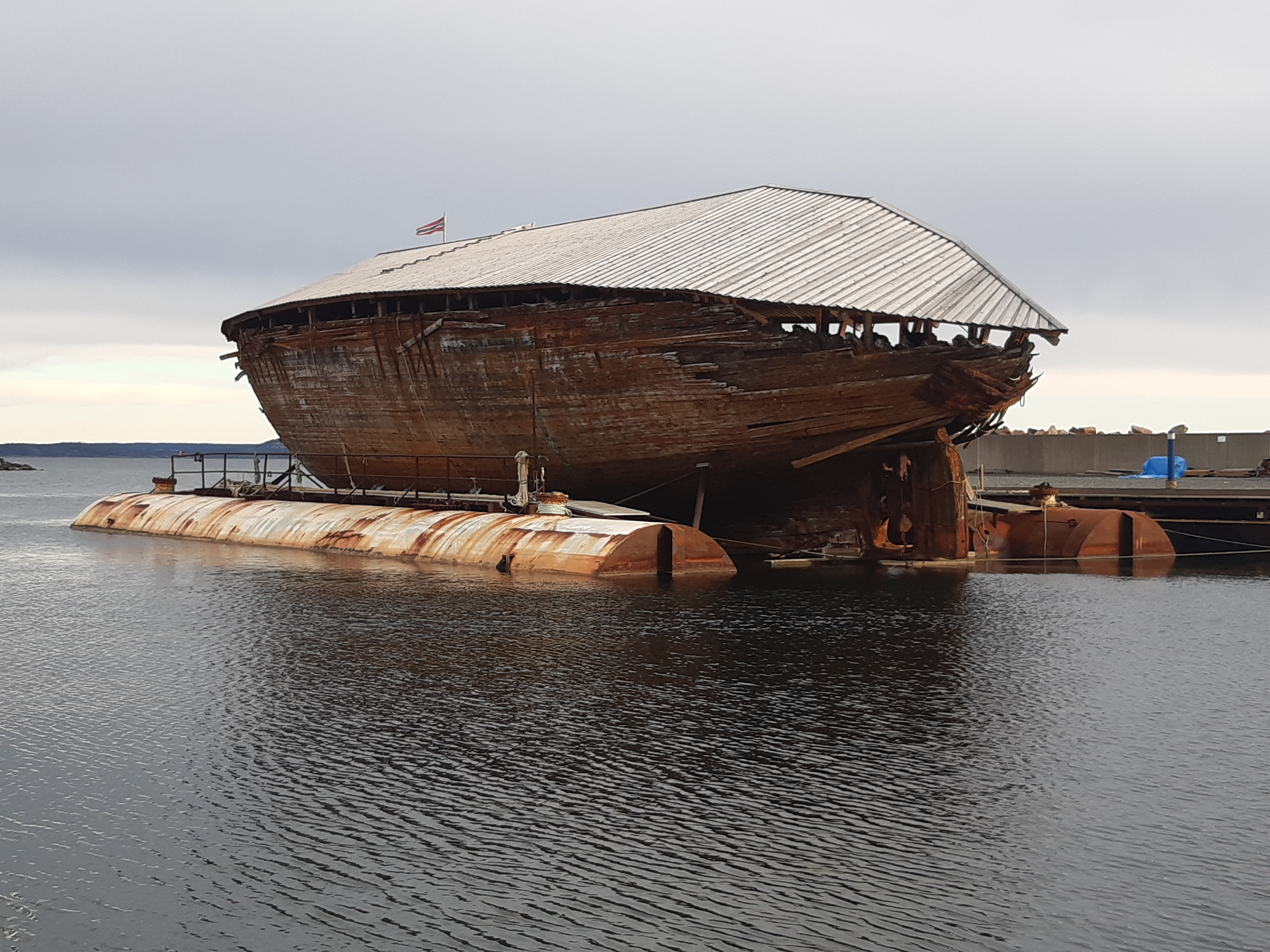
Maud mit Witterungsschutz in Tofte Anfang 2020.

Anfang August 2016 wurde das Wrack dann schließlich mithilfe von 40 Bergungssäcken, die nach der Anbringung am Rumpf mit Druckluft gefüllt wurden, angehoben. Anschließend wurde es auf den Ponton geladen; die Überführung nach Oslo konnte allerdings vor dem Einsetzen der Vereisung der Nordwestpassage nicht mehr begonnen werden, so dass das Schiff einen weiteren Winter in Cambridge Bay verblieb. Erst im Sommer 2017 konnte die Reise beginnen; der Schleppzug erreichte im September 2017 Grönland, wo das Wrack überwinterte. Ende Juni 2018 verließ das Wrack Grönland, Anfang August 2018 kam es in Bergen an. Von dort ging die Reise weiter über Farsund in den Oslofjord, wo die Maud sowohl ihre ursprüngliche Werft in Vollen als auch Amundsens Haus in Svartskog besuchte. Derzeit (Januar 2022) liegt sie in Tofte, wo sie nach Beendigung der Restaurierungsarbeiten ausgestellt werden soll.